# Vena II
Vena II (stilizzato VENA II) è un singolo del gruppo musicale giapponese Coldrain, pubblicato il 17 agosto 2016.

## Il singolo
Primo doppio lato A del gruppo, contiene i brani inediti Born to Bleed e Undertow e le versioni acustiche di Gone e The Story, originariamente presenti nell'album Vena. Un'edizione limitata del singolo contiene un DVD con l'esibizione dei Coldrain tenutasi il 15 gennaio 2016 a Tokyo.
Per entrambi i brani sono stati realizzati due video musicali ufficiali, uno diretto e prodotto da Inni Vision e il secondo girato per la visualizzazione a 360°.

## Tracce
1. Born to Bleed – 3:52
2. Undertow – 3:29
3. Gone (Acoustic) – 4:34
4. The Story (Acoustic) – 4:11

DVD bonus nell'edizione limitata (Vena Japan Tour Live in Tokyo)
1. Vena
2. Wrong
3. Evolve
4. To Be Alive
5. Divine
6. Time Bomb
7. Words of the Youth
8. No Escape
9. Fire in the Sky
10. Inside of Me
11. Heart of the Young
12. The War Is On
13. Pretty Little Liar

1. Adrenaline
2. Whole
3. Confession
4. Never Look Away
5. 24-7
6. Die Tomorrow
7. Gone
8. Aware and Awake
9. Runaway
10. The Revelation
11. The Story
12. Six Feet Under
13. Final Destination

## Formazione
- Masato – voce
- Y.K.C – chitarra solista, programmazione
- Sugi – chitarra ritmica, voce secondaria
- RxYxO – basso, voce secondaria
- Katsuma – batteria, percussioni

## Classifiche
| Classifica (2017) | Posizione massima |
| ----------------- | ----------------- |
| Giappone          | 21                |